# Gorou Béri (Niamey)
Gorou Béri ist ein Weiler im Arrondissement Niamey II der Stadt Niamey in Niger.

## Geographie
Der Weiler liegt am nördlichen Rand des ländlichen Gemeindegebiets von Niamey. Die Nachbarsiedlung im Westen ist der Weiler Tondo Bon.
Bei Gorou Béri verläuft das große Trockental Kori de Ouallam. Das Wort gorou kommt aus der Sprache Zarma und bedeutet „Trockental“. Das entsprechende Wort in der Sprache Hausa lautet kori. Das Zarma-Wort béri heißt „groß“. Der Ortsname Gorou Béri lässt sich folglich als „großes Trockental“ übersetzen.

## Bevölkerung
Bei der Volkszählung 2012 hatte Gorou Béri 182 Einwohner, die in 27 Haushalten lebten.

## Wirtschaft und Infrastruktur
Im Weiler gibt es eine Grundschule und eine Verkaufsstelle für landwirtschaftliche Betriebsmittel. Im Jahr 2017 wurde mit dem Centre de Santé Intégré (CSI) de Gorou Béri ein Gesundheitszentrum eröffnet.